# 브뤼메르 18일 쿠데타

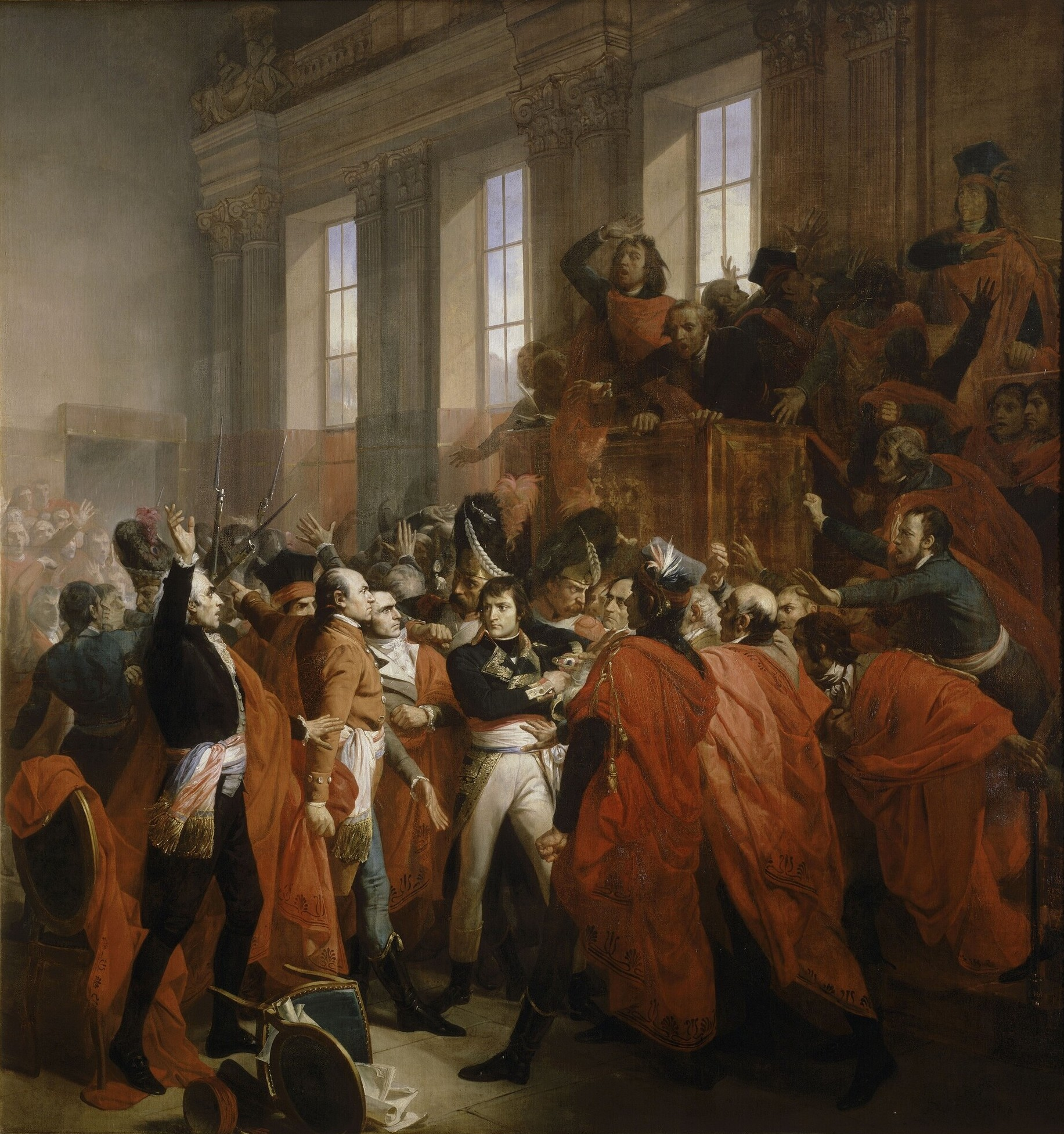
의원들의 저항을 받는 나폴레옹 장군

브뤼메르 18일 쿠데타(18 Brumaire)는 1799년 11월 9일(프랑스 혁명력 안개 달(霧月, 브뤼메르) 18일), 나폴레옹이 총재 정부를 전복하고 군사 쿠데타를 일으킨 사건을 말한다. 그는 집정 정부를 수립하고, 스스로 제1집정이 되었다. 프랑스 혁명은 여기에서 끝났다. 날짜를 따서 브뤼메르 18일이라고도 한다. 진짜 혁명은 1794년의 테르미도르의 쿠데타로 끝났고, 타성으로 계속된 부르주아에 의한 혁명이 나폴레옹에 의해 숨통이 끊어졌다고 말할 수 있다.

## 배경
프레리알 30일 쿠데타로 실권을 잡은 총재 정부의 시에예스는 정국을 안정시키기 위해 강력한 정부를 요구하여 헌법을 개정하려고 했다. 헌법 개정을 지지하는 원로 회의를 통과시킬 수는 있지만, 헌법 옹호파가 많은 오백인 회의를 설득하는 것은 무리라고 생각하고, 이집트 원정에서 막 돌아온 나폴레옹을 이용하여 군사 쿠데타를 획책했다. 원래 나폴레옹은 쿠데타를 성공시킬 칼의 역할 밖에 없었다. 나폴레옹 자신도 "시에예스가 배후였고, 나는 손 끝에 지나지 않았으며 주역은 아니었다. 단지 열매만은 받았다"고 술회하고 있다. 나폴레옹의 역할은 처음에는 수동적이었고, 배후가 아니었다. 하지만 나폴레옹 자신도 이집트 원정에서 적전 도주 범죄의 혐의를 안고 있어서 쿠데타가 필요한 것은 자명했던 상황이었다.
시에예스 등이 집권을 통해 직무에 들어갈 때, 의장을 누구로 할 것인지 고민하였으며, 민중의 인기와 무력을 배경으로 가진 나폴레옹이 가장 전면에 내세워진 것이다. 이렇게 제일 집정이 되어 시에예스 무리를 억제한 나폴레옹은 5년 뒤인 1804년 제정을 통해 스스로 황제로 즉위하여 이른바 나폴레옹 전쟁으로 돌입하게 된다.